# Jaroslav Vodička (politik)
Jaroslav Vodička (* 15. března 1948 Grabštejn) je bývalý člen pohraniční stráže a agent Veřejné bezpečnosti, dvakrát vstoupil do KSČ. Od roku 2011 je předsedou Českého svazu bojovníků za svobodu. V letech 2016 až 2020 působil jako krajský zastupitel Ústeckého kraje za koalici SPD a SPO.

## Životopis
Oba rodiče Jaroslava Vodičky pocházeli z Volyně. Otec sloužil u „Vojenské skupiny Žatec”, která vznikla v létě 1945 a jejími příslušníky se stali právě volyňští vojáci 1. čs. armádního sboru, kteří do ČSR hodlali reemigrovat. Matka Jaroslava Vodičky se do ČSR přestěhovala v rámci reemigrace až v roce 1947 a v tomto roce byla také zvláštní „Vojenská skupina Žatec” rozpuštěna.
Rodina pak žila v severočeské pohraniční obci Grabštejn na Liberecku, kde se Jaroslav Vodička 15. března 1948 rodičům narodil. Po ukončení základní školy v roce 1963 započal navštěvovat dvouleté Lesnické odborné učiliště (LOU) ve Flájích u Českého Jiřetína v Krušných horách a krátce vykonával povolání lesního dělníka, jelikož internátní škola byla spojena s výrobní praxí.

### Příprava na důstojníka Pohraniční stráže
V roce 1965 nastoupil dvouleté studium pro přípravu důstojníků Pohraniční stráže na „Učilišti vojsk ministerstva vnitra Julia Fučíka” v Bruntále. Vzhledem k tomu, že mu scházela maturita, musel nejprve absolvovat jednoletý maturitní kurz pro přípravu uchazečů ke studiu, který se nacházel v Českém Těšíně. Zde Vodička v roce 1966 odmaturoval.
V souvislosti s převedením Pohraniční stráže a Vnitřní stráže pod Ministerstvo národní obrany došlo v roce 1966 ke zrušení „Učiliště vojsk ministerstva vnitra Julia Fučíka” a v září 1968 byl Jaroslav Vodička se spolužáky I. a II. ročníku Vojenské střední odborné školy při Ženijně-technickém učilišti, připravovaných pro Pohraniční stráž, přemístěn k vojenskému Železničnímu učilišti do Valašského Meziříčí. Tak jako všichni budoucí absolventi, musel i Vodička prokázat bezvýhradnou oddanost pracujícímu lidu a socialistickému zřízení a v době své školní přípravy na důstojníka PS vstoupil v roce 1968 do KSČ. V roce 1969 ukončil svou přípravu pro Pohraniční stráž v hodnosti poručíka a oženil se s Věrou Vaškovou.
Vodičkova kariéra u Pohraniční stráže byla ovlivněna pražským jarem a následným obdobím normalizace. Na základě rozhodnutí ÚV KSČ z ledna 1970 o výměně stranických legitimací a usnesení předsednictva ÚV KSČ ke kádrové a personální práci z 6. listopadu 1970 následovaly čistky ve velitelských sborech. Po stranických pohovorech v roce 1970 byl Jaroslav Vodička z KSČ vyškrtnut. Vyloučení z KSČ znamenalo bez výjimky propuštění z armády. Přesto Vodička působil u ČSLA ještě tři roky a velel samostatné strojní četě v Podbořanech u „20. útvaru technické opravny”. Teprve v roce 1974 byl Jaroslav Vodička Federálním ministerstvem vnitra z armády propuštěn.

### Státní statek n. p. Podbořany
Po propuštění z armády v roce 1974 začal pracovat u Státního statku n. p. Podbořany. Nejprve jako mistr opravárenských dílen na farmě ve Vysokých Třebušicích. První syn Aleš se narodil ještě v době služby u ČSLA v roce 1971 (zemřel ve dvaceti letech) a v roce 1976 se manželům Vodičkovým narodila dcera Radka. Ve stejném roce povýšil do pozice vedoucího mechanizačního střediska, posléze se stal jeho nákupčím a vedoucím pro úsek materiálně technického zabezpečení (MTZ).
V roce 1983 požádal znovu o vstup do KSČ. Od roku 1984 vykonával na státním statku Podbořany funkci hlavního mechanizátora a v roce 1985 byl přijat do komunistické strany, od srpna 1988 byl Jaroslav Vodička veden na oddělení hospodářské kriminality v Lounech jako spolupracovník VB s krycím jménem „JOSEF“. Na podzim roku 1988 začal studovat na Vysoké škole zemědělské v Praze, kde získal akad. titul inženýra.

### Porevoluční kariéra
Po sametové revoluci byl Vodička v roce 1990 mimosoudně rehabilitován, získal zpět vojenskou hodnost (povýšen do hodnosti podplukovníka). Roku 1991 nastoupil u vojenské posádky v Žatci, jelikož podbořanský tankový pluk s praporem technického zabezpečení, který zde sídlil od padesátých let, se stal v roce 1994 domovem pouze pro 3. prapor logistiky a obě armádní zázemí v Podbořanech a Žatci čekala reforma ozbrojených sil. Od ledna 1996 působil Jaroslav Vodička jako podplukovník v záloze.
V roce 1998 založil firmu STK (Stanice technické kontroly) Krásný Dvůr s.r.o., nejprve se sídlem v Krásném Dvoře čp. 183 a od roku 2007 v obci Račetice čp. 87. Provozoval také silniční motorovou nákladní dopravu, zámečnictví, nástrojářství, taxislužbu, opravu silničních vozidel, pohostinství a hlídané parkoviště. Firma STK se dostala do finančních potíží a v roce 2008 rozhodl insolvenční soud v Ústí nad Labem o prohlášení konkurzu.
V roce 2007 založil v Praze společnost JADA s.r.o. Také společnost JADA obdržela v roce 2010 insolvenční rozhodnutí. Podle internetového deníku Echo24 a dokumentů dostupných na webu Justice.cz měl Vodička firmě DKV ČESMAD s.r.o. dlužit téměř 130 tisíc Kč. V roce 2016 vydal Exekutorský úřad v Děčíně na Vodičku exekuční příkaz za dlužnou částku 406 798 Kč u Všeobecné zdravotní pojišťovny.
V roce 2005 byl J. Vodička povýšen do hodnosti plukovníka. Dlouhodobě se angažoval jako člen Českého svazu bojovníků za svobodu a roku 2011 byl zvolen jeho předsedou. Do roku 2021 byl vedoucím regionu Žatec ve Sdružení Čechů z Volyně a jejich přátel (SČVP). Dne 28. října roku 2013 mu prezident Miloš Zeman udělil medaili Za zásluhy v oblasti bezpečnosti státu a občanů.

#### Kontroverze
V roce 2016 byl kritizován za své protiuprchlické výroky pronesené v projevu v rámci terezínské tryzny. Organizace ROMEA označila tento projev za xenofobní, projev byl kritizován i ze strany Židovské obce v Praze a Federace židovských obcí v ČR. V srpnu toho roku pak zpravodajský server Echo24 publikoval informace o Vodičkově vstupu do KSČ v osmdesátých letech a o jeho spolupráci s Veřejnou bezpečností v roli agenta. Ve stejném měsíci byl Vodička vypískán během projevu při příležitosti odhalení pamětní desky generála Josefa Mašína. Ve svém životopise na webu ČSBS zamlčuje i svou přípravu na službu u Pohraniční stráže.

#### Krajský zastupitel
V krajských volbách v roce 2016 byl jako člen SPO zvolen za subjekt „Koalice Svoboda a přímá demokracie – Tomio Okamura (SPD) a Strana Práv Občanů“ zastupitelem Ústeckého kraje. Později stranu SPO (SPOZ) opustil. Ve volbách v roce 2020 obhajoval post krajského zastupitele jako nestraník za hnutí Volba pro kraj, ale neuspěl. Hnutí se do zastupitelstva totiž vůbec nedostalo.

#### Kandidatura do Evropského parlamentu
Ve volbách do Evropského parlamentu v červnu 2024 kandidoval jako nestraník za ČSSD na 10. místě kandidátky uskupení „ČSSD – Česká suverenita sociální demokracie“ (tj. ČSSD, DOMOV a hnutí Směr). Uskupení však získalo pouze 0,25 % hlasů a zvolen tak nebyl.